# Paul Jones
Paul Jones (narozen jako Paul Pond, 24. února 1942, Portsmouth, Anglie) je britský zpěvák, hráč na harmoniku, herec a moderátor, známý zejména jako zpěvák ve skupině Manfred Mann (v letech 1962–1966).
Byl také členem skupin The Blues Band a The Manfreds. Dále vydal několik sólových alb.
Ztvárnil hlavní roli ve filmové dystopii Privilegium (1967) režiséra Petera Watkinse. Rovněž byl moderátorem BBC Radio 2 a prezidentem organizace National Harmonica League.

## Sólová diskografie

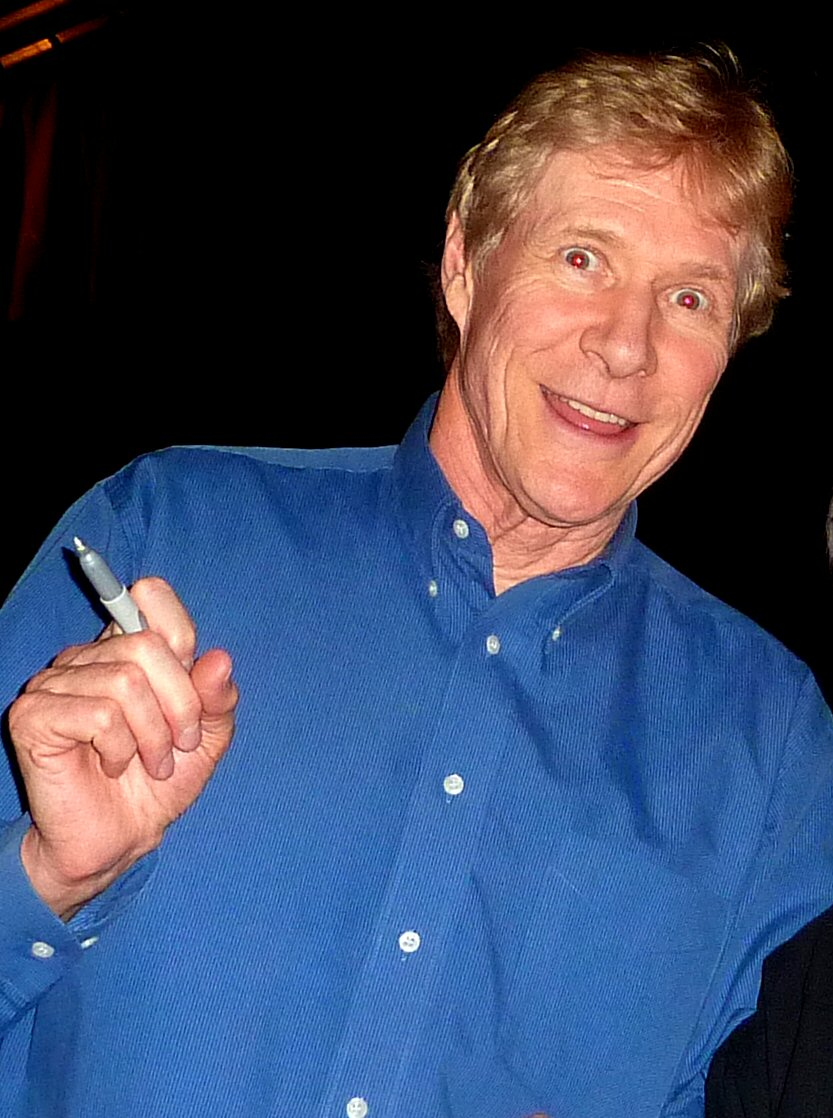
Paul Jones v roce 2011

- My Way (1966)
- Sings Privilege & Others (1967)
- Love Me, Love My Friends (1968)
- Come into My Music Box (1969)
- Crucifix in a Horseshoe (1972)
- Starting All Over Again (2009)
- Suddenly I Like It (2015)